# Kanał Marksobski
Der Kanał Marksobski (deutsch Marksobski-Kanal) ist ein schmaler Kanal von rund 5 km Länge in der Woiwodschaft Ermland-Masuren in Polen im historischen Ostpreußen. An seinem westlichen Ende liegt der See Wałpusz (Waldpusch), am östlichen Ende der See Marksobsky.
Der Kanal entstand im Zuge der Entwässerung und Trockenlegung der Landstriche vor 1945 und hat entsprechend viele kleinere Zuflüsse. Da die beiden verbundenen Seen unterschiedliche Wasserpegel haben, ist der Kanal mit Wehren reguliert. Der Kanal hat kaum noch eine Bedeutung und ist mehr oder weniger verlandet.
Koordinaten: 53° 37′ 7″ N, 21° 6′ 3″ O